# 阿里·西那
阿里·西那（英語：Ali Sina）是伊朗出生、現居加拿大的前穆斯林，他是一位行動主義者和伊斯蘭教的批評者，其名稱為筆名:100 。西那創立了反伊斯蘭:161網站WikiIslam，並經營多個網站，宣傳他所稱的「伊斯蘭的真相」。他與反聖戰運動有關聯:85。
西那出生於伊朗，雖為穆斯林家庭出身，但從未虔誠信教，曾在巴基斯坦與義大利受教育，後定居加拿大。他表示使用筆名是出於安全考量。

## 工作
2001年，西那創立了「信仰自由國際」（Faith Freedom International, FFI），這是一個知名的反伊斯蘭、反聖戰網站:47 ，宣稱其宗旨是「揭露伊斯蘭，並幫助穆斯林離開信仰」。他於2006年創辦了WikiIslam，並開始經營alisina.org部落格，致力於「抨擊伊斯蘭」:100。
他曾希望在2013年開始拍攝一部關於穆罕默德的傳記電影，聲稱截至2012年已籌得200萬美元，目標總額為1,000萬美元。
西那是帕梅拉·蓋勒（Pamela Geller）所創「阻止國際伊斯蘭化」（Stop Islamization of Nations）組織的董事會成員，該組織是「阻止美國伊斯蘭化」（Stop Islamization of America）的延伸組織，後者已被南方貧困法律中心列為仇恨團體。
他為自己的工作辯護，表示其目的是促進和平，並說：「我想讓[穆斯林]成為朋友與盟友……那才是真正的勝利。」

## 觀點
西那強烈反對伊斯蘭，自稱是「可能是現存最反伊斯蘭的人」。他曾稱伊斯蘭為「一個無法改革的、暴力的、好戰的政治邪教」，並主張伊斯蘭本質上是邪惡的，而非一個正當宗教。西那聲稱穆罕默德患有多種心理疾病，並表示「改革伊斯蘭的唯一方法就是丟掉可蘭經」，還將改革伊斯蘭的努力比作改革納粹主義的嘗試。
他甚至將「穆斯林」一詞視為與「愚蠢、野蠻、暴徒、傲慢、腦殘、喪屍、流氓、打手、無恥、野獸及其他卑劣詞彙」同義。

## 評價
西那、信仰自由國際（FFI）和WikiIslam均因其反穆斯林言論而受到關注。他被視為「反伊斯蘭狂熱主義」的例子之一:98，並被認為是一位激烈的反伊斯蘭行動者。荷蘭極右翼政治人物海爾特·威爾德斯也曾引用過他的言論。

## 出版作品
- Sina, Ali. . Felibri.Com. 2008. ISBN 978-0980994803.